# جبل راشين
جبل راشين هو جبل تاريخي في دولة فلسطين، ويعد أعلى منطقة في محافظة طولكرم ارتفاعًا عن مستوى سطح البحر، حيث يرتفع حوالي 600 مترًا عن سطح البحر، ويشهد الجبل تساقطًا وتراكمًا للثلوج في فصل الشتاء، وهو مطل على طول ساحل البحر الأبيض المتوسط. يقع الجبل في بلدة بلعا بالمحافظة، ويحيط به أراضي قرى كفررمان وعنبتا وغيرها. في قمة الجبل تقع «خربة راشين» الأثرية الرومانية، وفي باطن الجبل حفرت الدولة العثمانية نفق القطار العثماني الشهير والمعروف باسم «نفق بلعا»، والذي يعد الأول من نوعه حينها في الشرق الأوسط، وهو اليوم أحد أبرز المعالم السياحية في فلسطين.

## التاريخ
يعد جبل راشين جزءًا من سلسلة جبال الشمال الفلسطيني، وفي عهد الإمبراطورية الرومانية ضم الجبل «خربة راشين» الرومانية التاريخية الأثرية، وهي خربة تاريخية مليئة حتى اليوم بالمعالم الأثرية القديمة كالآبار وبعض الأبنية. في عهد الدولة العثمانية جرى حفر نفق القطار العثماني (خرق بلعا) بطول حوالي 800 مترًا في باطن الجبل، من بدايته وحتى نهايته، كجزءًا من خط قطار الحجاز، حيث تم الشروع ببناء النفق في أواخر القرن التاسع عشر في عهد السلطان عبد الحميد الثاني، ثم توقف البناء لقلة المال، وفي عام 1908 جرى استئناف الأعمال، واستمر تنفيذ البناء مدة أربع سنوات. تخليدًا لإنجاز المشروع حينها، فقد أقيم احتفال كبير في ساحة المرجة بدمشق، كما جرى إقامة نصب تذكاري في الساحة لهذا الخصوص.

## أحداث
- في 29 مارس 2005، قامت الطائرات المروحية الإسرائيلية بإنزال جنودها في الجبل بهدف تمشيط المكان.[7]

## أضخم مشروع سياحي بفلسطين
في نهاية 2019، أعلن رجال أعمال عن تخطيطهم لإقامة أضخم مشروع سياحي ترفيهي وعلاجي في فلسطين وذلك في منطقة الجبل، وسيشمل المشروع منتجعًا طبيًا وفنادق، ومراكزًا للعلاج السياحي الطبي والتعليمي، وفق الطراز العالمي.

## معرض صور

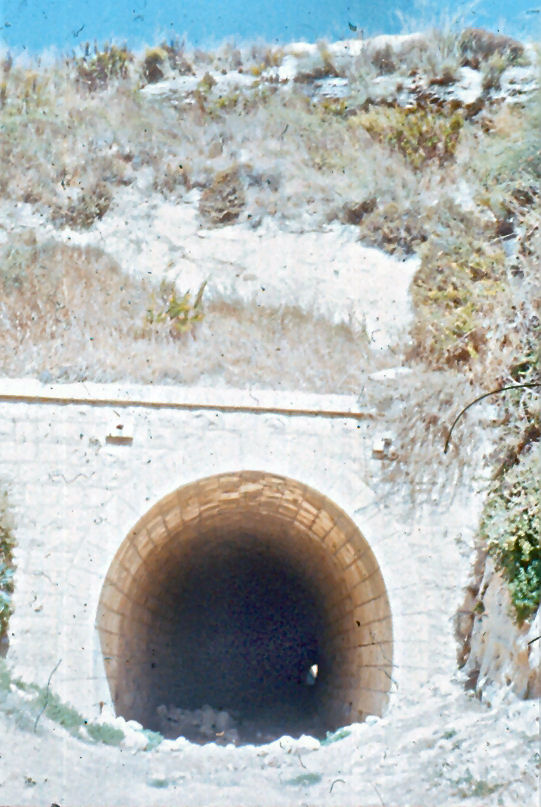
النفق في باطن الجبل عام 1984
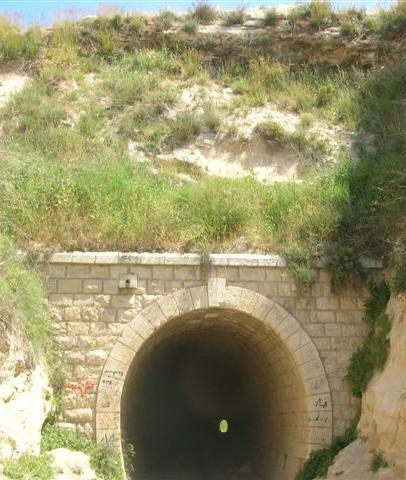
النفق من الخارج
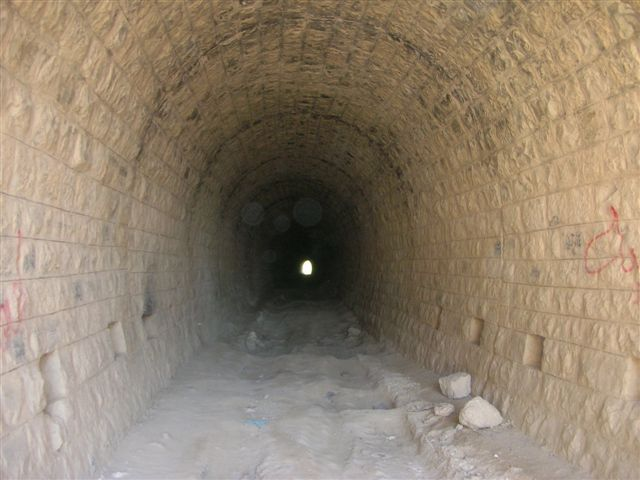
النفق من الداخل
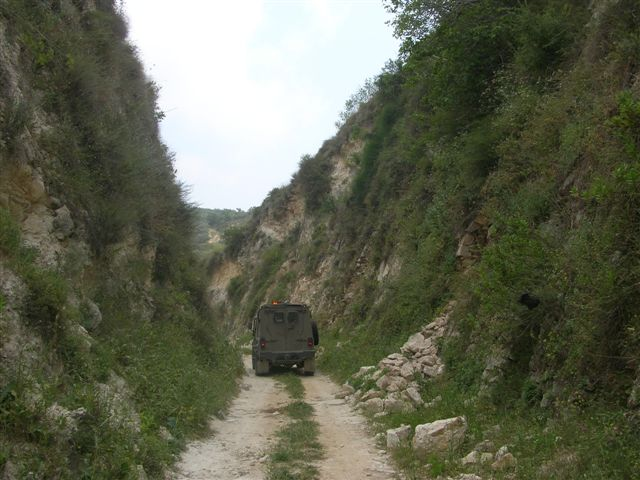
مخرج النفق